# ラメキン

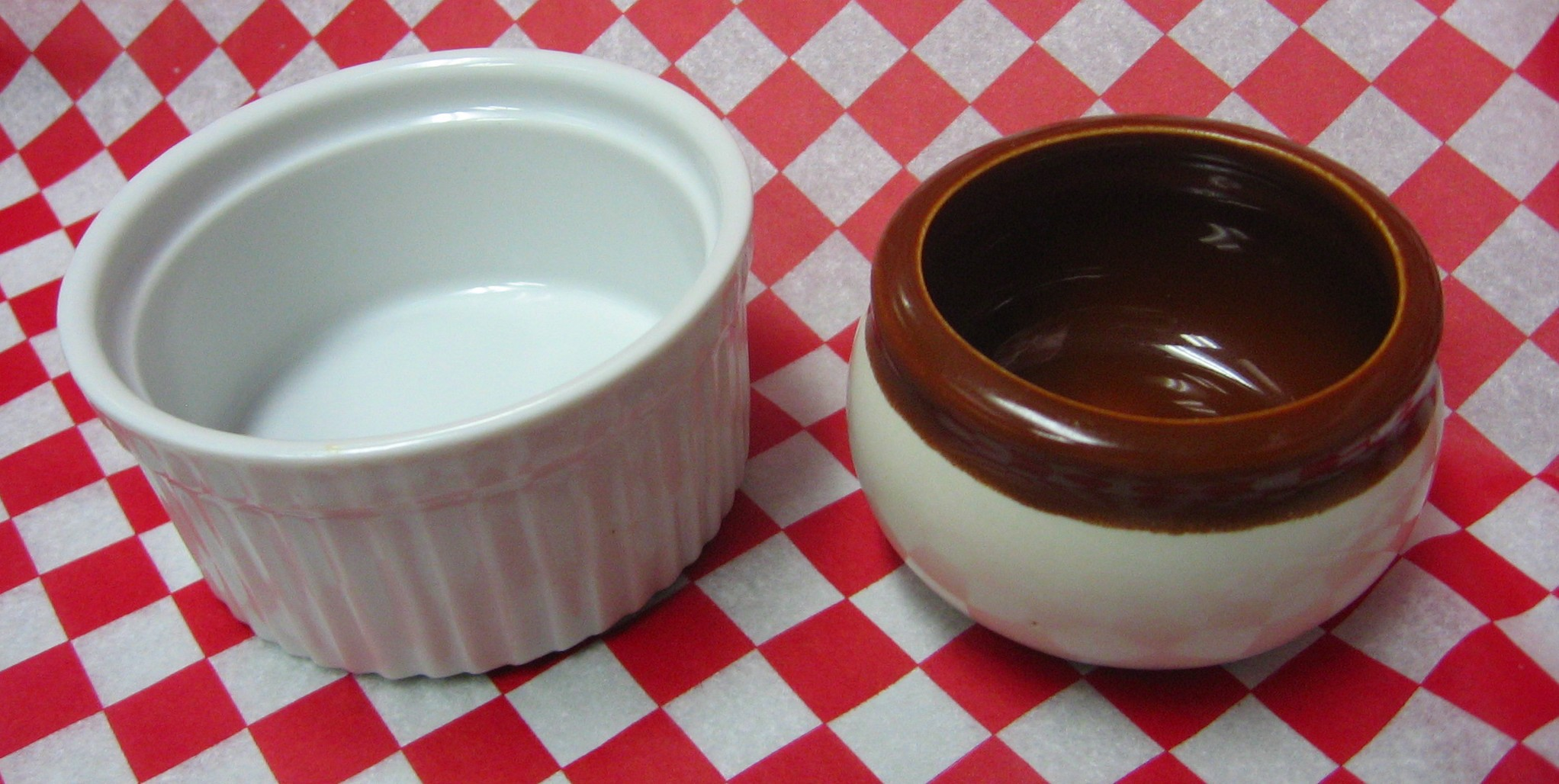
ラメキン

ラメキン（Ramekin）、フランス圏ではラムカン（Ramequin）、または、ココット皿とは、オーブン料理に使う丸型の容器。
外面に縦筋の刻印が均等に刻まれた円柱状の小さな容器であり、スフレやココットやアスピックなどの料理に用いられる他、アイスクリームなどのデザートを載せることもある。